# معرض الفظائع (رواية)
معرض الفظائع The Atrocity Exhibition هي رواية تجريبية (مكونة من عدة فصول أو قصص مترابطة) للكاتب الإنجليزي جيه جي بالارد، نشرت عام 1970، عن دار نشر جوناثان كيب.
أما في الولايات المتحدة الأمريكية وبعد أن صدرت طبعة في سنة 1970 من قبل دار نشر دابلداي بالفعل، قام نيلسون دابلداي الابن شخصيًا بوقف النشر وأمر بإعدام النسخ، خوفًا من اتخاذ إجراءات قانونية من قبل بعض المشاهير الذين تم تصويرهم في الكتاب. وهكذا نشرت الطبعة الأمريكية الأولى في عام 1972 من قبل دار نشر غروف تحت عنوان «الحب والنابالم: تصدير الولايات المتحدة» Love and Napalm: Export USA. وحولت إلى فيلم لجوناثان فايس في عام 2000.

## الأصل
ونشرت الرواية في الأصل كقصص في المجلات قبل أن تجمع وتنشر في كتاب. وقد أثير جدل حول ما إذا كان الكتاب رواية تجريبية بفصول أو مجموعة من القصص المرتبطة. وتحمل الفصول عناوين مثل «خطط لاغتيال جاكلين كينيدي» و «الحب والنابالم: تصدير الولايات المتحدة» و «لماذا أريد أن أضاجع رونالد ريغان». وأثارت الرواية ذلك الجدل خاصة في الولايات المتحدة بسبب ربط اغتيال كينيدي دائما بأفعال جنسية أو بأحداث رياضية، حيث اعتبرها البعض تشويهًا لصورة الرئيس الأمريكي الراحل. وادعى بالارد قائلا أن «هذه كانت محاولة بالنسبة لي لفهم هذا الحدث المأساوي.»

## عناوين الفصول أو القصص
1. معرض الفظائع.
2. جامعة الموت.
3. سلاح الاغتيال.
4. أنت: غيبوبة: مارلين مونرو.
5. ملاحظات نحو انهيار عقلي.
6. أمريكا العظمى عارية.
7. آكلي لحوم البشر في الصيف.
8. أوجه تسامح الإنسان.
9. أنت وأنا وكونتينوم.
10. خطة لاغتيال جاكلين كينيدي.
11. الحب والنابالم: تصدير الولايات المتحدة
12. اصطدام!
13. أجيال أمريكا.
14. لماذا أريد أن أضاجع رونالد ريغان.
15. اغتيال جون فيتزجيرالد كينيدي بمثابة سباق انحدار للسيارات.

## الملحق (أضيف عام 1990)
- شد الوجه للأميرة مارجريت.
- تصغير ثدي ماي ويست.
- عملية تجميل الأنف للملكة إليزابيث.
- التاريخ السري للحرب العالمية.